# دهستان پیرحاجات
پیرحاجات، دهستانی است از توابع بخش مرکزی شهرستان طبس استان خراسان جنوبی ایران.

## جمعیت
بر اساس سرشماری سال ۱۳۸۵ جمعیت دهستان پیرحاجات (۳۵۷خانوار) ۱٬۰۳۳نفر
بوده است.